# Morell capblanc
El morell capblanc (Bucephala albeola) és una espècie d'ocell de la família dels anàtids (Anatidae) que cria en llacs, estanys i rius des del centre d'Alaska, sud del Canadà i zones limítrofes dels Estats Units. A l'hivern migra cap al sud i al llarg de les costes, ocupant les costes atlàntica i pacífica d'Amèrica del Nord i terra endins pel sud dels Estats Units i Mèxic.